# 8월의 일요일들 (2003년 영화)
8월의 일요일들(The Sundays Of August)은 한국에서 제작된 김정욱 감독의 2003년 드라마 영화이다. 황대희 등이 주연으로 출연하였다.

## 출연

### 주연
- 황대희
- 윤수지
- 박동승

## 제작진
- 제작부: 정은경
- 제작부: 이지선
- 제작부: 최승순
- 촬영부: 이진경
- 촬영부: 김범준
- 촬영부: 박근범
- 조명: 이정민
- 조명: 이정민
- 조명부: 송영규
- 연출부: 최주용
- 연출부: 송영애
- 기록: 김도희
- 조감독: 위석현
- 조감독: 김도희
- 음향: 이성철
- 음향: 이성철
- 믹싱: 서용덕
- 미술: 김정욱
- 소품: 송영애
- 의상: 최주용
- 발전차: 황학성
- 음향부: 김경록
- 음향부: 김정숙
- 음향부: 정효길
- avid 편집: 서용덕
- Premiere 씽크: 이종진